# Kurt Binswanger

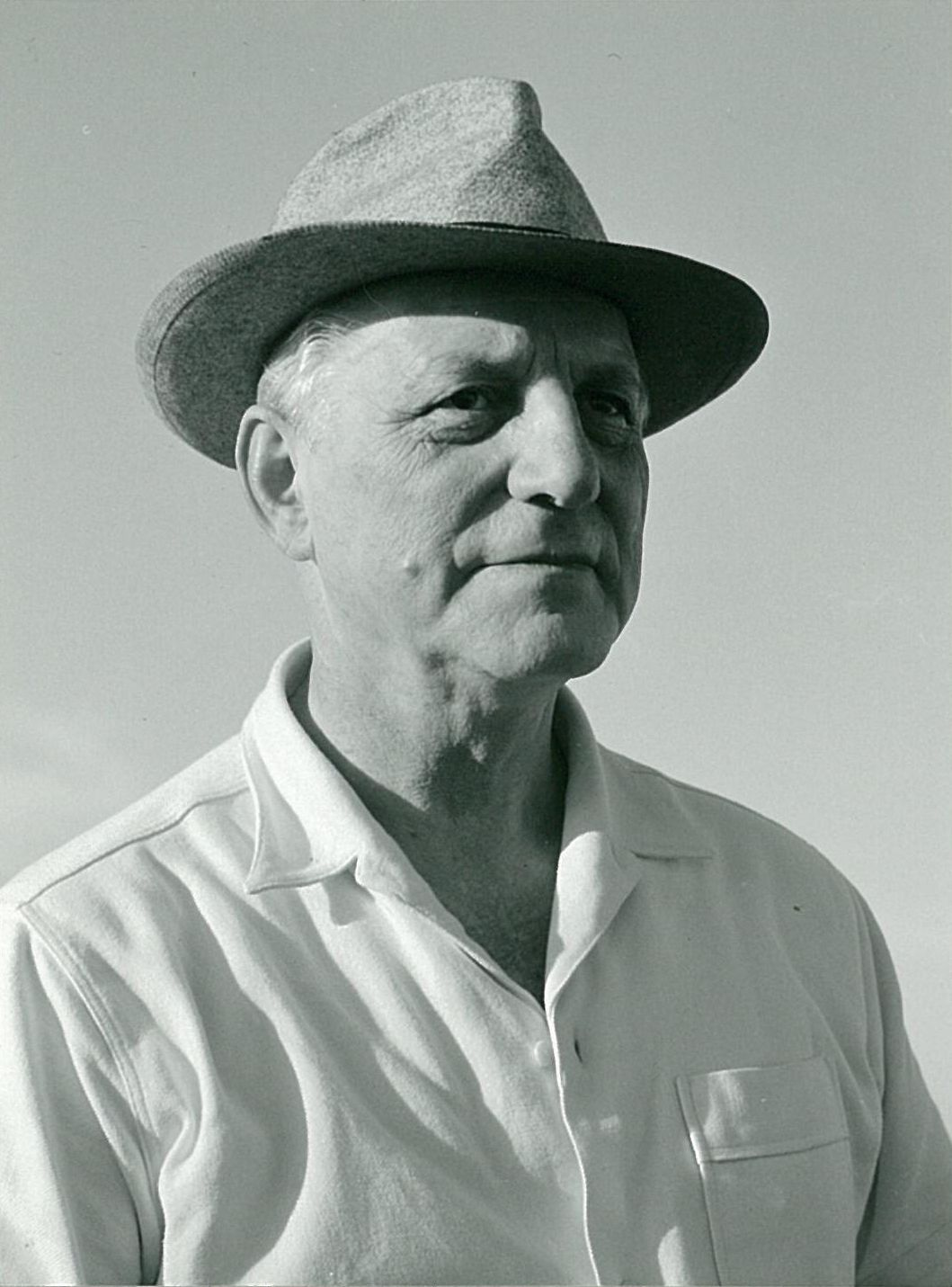
Kurt Binswanger

Kurt Binswanger (* 15. März 1887 in Basel; † 28. Februar 1981 in Zürich) war ein Schweizer Psychiater und Psychoanalytiker. Er stammte aus der ursprünglich bayerischen Familie Binswanger, aus der mehrere bekannte Psychiater hervorgingen. Er war ein Enkel von Ludwig Binswanger d. Ä., des Begründers des Sanatoriums Bellevue im schweizerischen Kreuzlingen, und Vetter des Begründers der Daseinsanalyse Ludwig Binswanger.

## Leben
Binswanger studierte Medizin an den Universitäten Lausanne, München und Basel und promovierte 1914 in Basel. Danach arbeitete er als Assistent am pathologischen Institut der Universität Breslau sowie in der neurologischen Abteilung am Universitätsklinikum Eppendorf in Hamburg und übernahm Vertretungen in der Praxis seines Onkels Otto Binswanger in Jena. Seine psychiatrische Ausbildung erhielt Binswanger bei Eugen Bleuler an der Psychiatrischen Universitätsklinik Burghölzli in Zürich. Ab 1918 wirkte er knapp zehn Jahre lang als Oberarzt am Sanatorium Bellevue in Kreuzlingen. Ab 1927 praktizierte er als Psychiater und Psychoanalytiker mit eigener Praxis in Zürich, die er über ein halbes Jahrhundert erfolgreich führte.
Der entscheidende Impuls für seine psychotherapeutische Arbeit war für Binswanger die Begegnung mit Carl Gustav Jung; dessen Analytische Psychologie eröffnete ihm ein Verständnis des seelischen Geschehens bei Gesunden wie bei Kranken, das er fortan selber vertiefte und weiterverbreitete. Dem 1948 zur Ausbildung von Analytikern gegründeten C.-G.-Jung-Institut in Zürich diente er viele Jahre als Lehranalytiker und Dozent sowie als Mitglied des – von C. G. Jung, Carl Alfred Meier und Kurt Binswanger sowie Jolande Jacobi und Liliane Frey-Rohn gebildeten – Curatoriums. Daneben wirkte er als Lehrbeauftragter an der Universität Zürich und war erster Präsident der Schweizerischen Gesellschaft für Analytische Psychologie (SGAP). Im Vordergrund stand für Binswanger jedoch stets die Arbeit in der psychotherapeutischen Praxis.

## Schriften
- André Salathé: Binswanger. In: Historisches Lexikon der Schweiz.
- Zur klinischen und anatomischen Differentialdiagnose der progressiven Paralyse. Brin & Cie, Basel 1914 (Dissertation, Universität Basel, 1914).
- Psychologische und psychiatrische Fragen zum Problem Van Gogh. In: Studien zur analytischen Psychologie C. G. Jungs, Festschrift zum 80. Geburtstag von C. G. Jung. Rascher, Zürich 1955.
- Der Heilweg der analytischen Psychologie C. G. Jungs. In: Leopold Szondi (Hrsg.): Heilwege der Tiefenpsychologie. Verlag Hans Huber, Bern/Stuttgart 1956.